# Бишкекский протокол

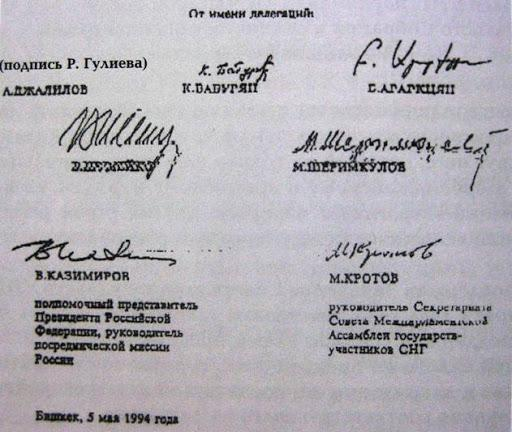
Подписи сторон под Бишкекским протоколом

Бишкекский протокол — заявление с призывом к прекращению огня, сделанное в ходе Первой карабахской войны и подписанное участниками встречи, проведённой по инициативе Межпарламентской ассамблеи СНГ, парламента Киргизской Республики, Федерального собрания и МИД Российской Федерации. На встрече были представлены делегации Азербайджана, Армении, непризнанной Нагорно-Карабахской Республики, Совета Межпарламентской ассамблеи СНГ и посреднической миссии. Подписание состоялось 5 мая 1994 года в Бишкеке, также с некоторыми поправками экземпляр был подписан 8 мая 1994 года в Баку.
В период с 9 по 11 мая 1994 года было подписано соглашение о прекращении огня с 12 мая 1994 года.